# Britisch-Indische Armee

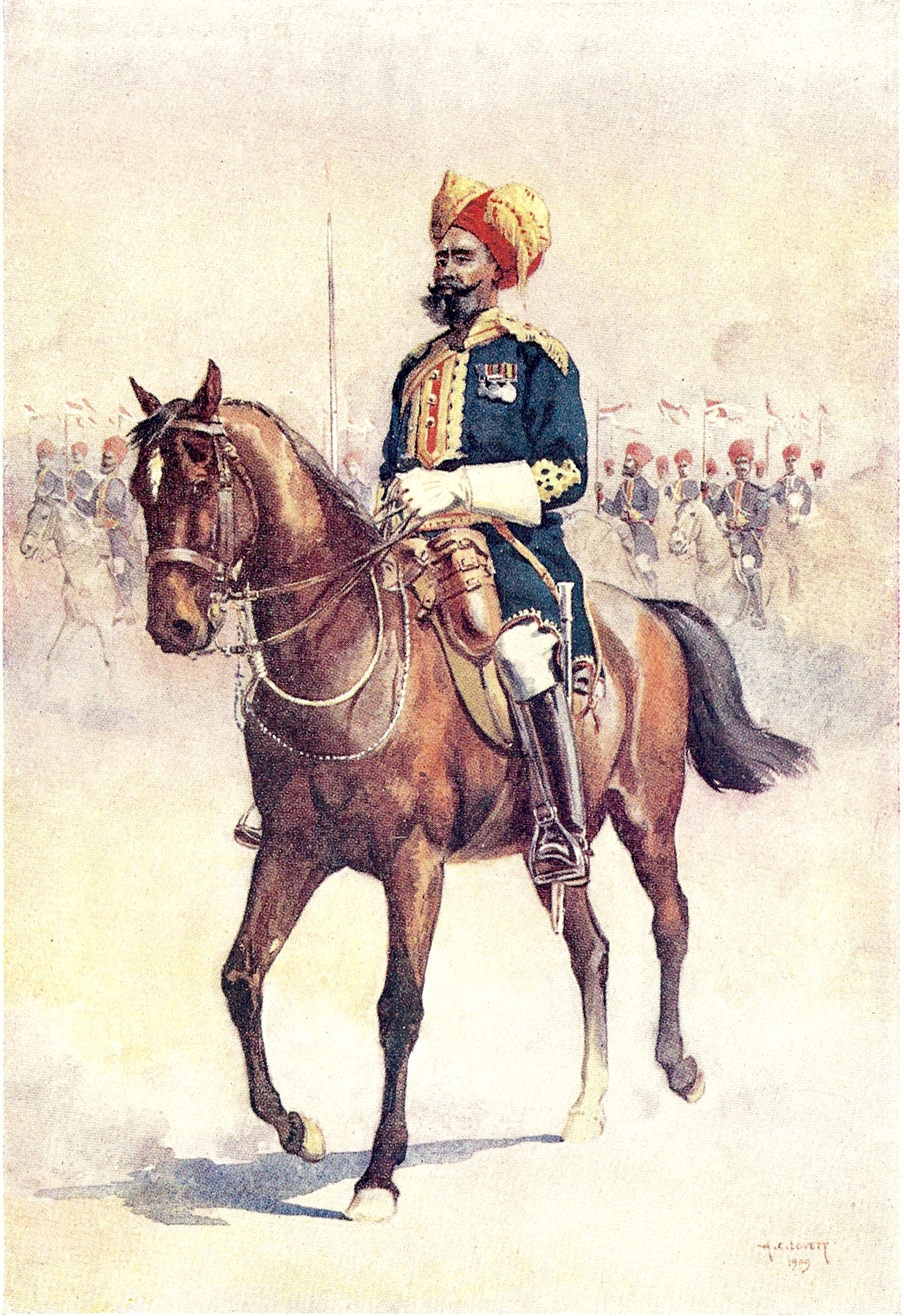
Ein Risaldar Major der 14th Murrays Jat Lancers, von AC Lovett, um 1912

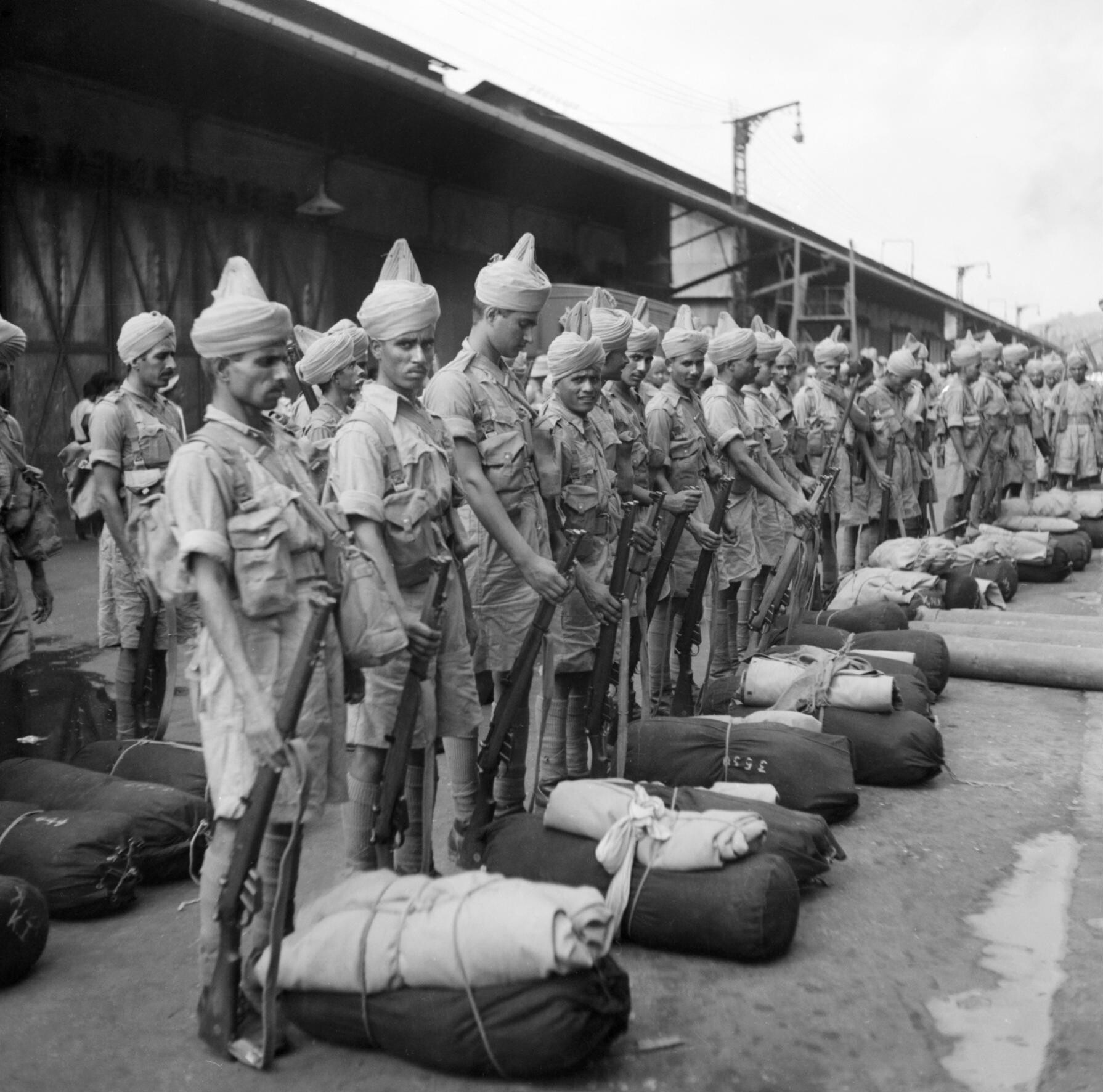
Indische Truppen in Singapur, 1941

Die Britisch-Indische Armee (englisch British Indian Army) war das Heer der Kronkolonie Britisch-Indien (1858–1947). Während sich ihre Mannschaften aus allen Gebieten der Kolonie (neben der heutigen Republik Indien auch Pakistan, Bangladesch und Myanmar) sowie aus Nepal rekrutierten, stammte der Großteil ihrer Offiziere aus dem Vereinigten Königreich. Sie bildete zur Zeit des British Empire gemeinsam mit der British Army in India, also den Kontingenten, die ausschließlich aus dem Vereinigten Königreich stammten, die Army of India oder Army in India. Ihr offizieller Name lautete eigentlich nur Indian Army und wurde 1895 eingeführt. Inzwischen wird der Begriff British Indian Army auch für die Gesamtheit der Truppen in Britisch-Indien verwendet, um diese von der modernen Indian Army abzugrenzen.

## Geschichte
Nach der Niederwerfung des Sepoy-Aufstandes wurde 1858 die Britisch-Ostindische Handelsgesellschaft (British East India Company) aufgelöst. Die Oberherrschaft der Britischen Ostindien-Kompanie über Britisch-Indien wurde durch den Government of India Act 1858 auf die britische Krone übertragen. Die britische Regierung sah in den Praktiken der Britischen Ostindien-Kompanie bei der Behandlung der indischen Bevölkerung die Hauptursache für den Aufstand. Die Territorien der Handelsgesellschaft wurden der Krone unterstellt und ihre Regimenter mit einheimischen Mannschaften wurden zur Armee der britischen Regierung von Indien, während die Regimenter mit Mannschaften aus dem Mutterland in die British Army übernommen wurden. Die British Indian Army bestand zu dieser Zeit aus drei Armeen:
- Bengal Army
- Madras Army
- Bombay Army

1895 erfolgte die Vereinigung zur Indian Army, doch inoffiziell existierte die Dreiteilung noch bis etwa 1904. Alle Soldaten waren Freiwillige und hatten nach 21 Jahren Dienst einen Anspruch auf eine Pension. Die größte Konzentration von Einheiten der British Indian Army befand sich an der North West Frontier, der Nord-West-Grenze nach Afghanistan. Die Briten befürchteten, dass Russland von dort zum Angriff um die Vorherrschaft in Zentralasien, dem The Great Game, antreten würde. Dort waren neun Divisionen stationiert.
Befehligt wurden die Truppen in Indien vom Commander-in-Chief in India. Prominente Oberbefehlshaber waren Robert Napier, Lord Roberts, Lord Kitchener, Claude Auchinleck und Lord Wavell.
Zu Beginn des 20. Jahrhunderts wurden durch den Oberbefehlshaber Lord Kitchener umfangreiche Reformen durchgeführt, vor allem die Zusammenführung der drei Teilarmeen unter einem Kommando. Die dadurch entstandene Army of India bestand von 1903 bis 1947 aus:
- Truppen aus einheimischen Soldaten mit überwiegend britischen Offizieren, der sogenannten Indian Army und
- Truppen der British Army, die für einen bestimmten Zeitraum (20 Jahre) nach Indien kommandiert waren, der British Army in India.

Während bei den Kompanieoffizieren auch ein erheblicher Teil der Stellen durch Einheimische gestellt wurde, waren die höheren Ränge weitgehend Briten vorbehalten, wobei sich auch dort im Lauf der Zeit der Anteil der Einheimischen erhöhte.
Die Indian Army umfasste zu Beginn des 20. Jahrhunderts 141.890 Mann Infanterie, 24.854 Mann Kavallerie und 3.104 Mann Artillerie. Die British Army in India umfasste 77.075 Mann Infanterie, 6.056 Mann Kavallerie und 17.140 Mann Artillerie.
Die britischen und indischen Einheiten wurden in einer gemeinsamen Kommandostruktur zu einer Nord- und Süd-Armee zusammengefasst, die aus insgesamt neun Infanteriedivisionen und acht Kavallerie-Brigaden bestand.
Ab 1911 durften indische Truppen das Victoria-Kreuz, die höchste britische Kriegsauszeichnung, erhalten. Khudadad Khan war der erste Soldat der Britisch-Indischen Armee der diese Auszeichnung für herausragende Tapferkeit im Angesicht des Feindes 1914 verliehen bekam.
Die Indian Army kämpfte während des Ersten Weltkrieges hauptsächlich an der Mesopotamien- und Palästinafront sowie in Ostafrika. An der Westfront war vor allem bemerkenswert der Einsatz zweier Divisionen bei Neuve-Chapelle im Frühjahr 1915. Starke Kräfte mussten zur Sicherung der Nordwestgrenze in Indien verbleiben. Über eine Million Mann wurde in Übersee eingesetzt. Angehörige erhielten 13.000 Orden, darunter 12 Victoria-Kreuze. 47.746 Soldaten starben oder wurden vermisst, 65.126 wurden verwundet.
Bei Ausbruch des Zweiten Weltkrieges war die Indian Army 205.000 Mann stark. Im Verlaufe des Krieges wuchs sie auf über 2,5 Millionen Mann. Die Truppen wurden in Ostasien, Afrika und beim Italienfeldzug eingesetzt. 

### Einheiten der Azad Hind
Die deutsche Legion Freies Indien der Waffen-SS mit 2.600 Soldaten bestand zum Teil aus in Kriegsgefangenschaft rekrutierten Soldaten der Indian Army. Auch die Indian National Army, die auf der Seite Japans in Ostasien gegen Burma und Indien kämpfte, bestand überwiegend aus in Kriegsgefangenschaft rekrutierten Soldaten der Indian Army. Insgesamt dienten 87.000 Soldaten in der Indian National Army der Azad Hind, etwa 26.150 kamen bei Kämpfen ums Leben.

### Aufteilung der Britisch-Indischen Armee
Die Teilung des indischen Subkontinents in zwei Staaten 1947, die Indische Union und die Islamische Republik Pakistan führte zum Aufbau der Indian Armed Forces und der Streitkräfte Pakistans und zur Teilung der British Indian Army. Die Aufteilung der Armee war einer der umstrittensten Aspekte des gesamten Vorgangs, da sie parallel zum beginnenden Ersten Indisch-Pakistanischen Krieg stattfand, an dem vorherige Truppen der Britisch-Indischen Armee als unmittelbare militärische Gegner teilnahmen. Nach einer Rede von Premierminister Clement Attlee am 20. Februar 1947, in der er den Übergang der Macht auf dem Subkontinent an die Nachfolgestaaten ankündigte, wurde Louis Mountbatten, 1. Earl Mountbatten of Burma mit der Aufteilung der Armee beauftragt. Als erster Schritt wurden auf Drängen Jawaharlal Nehrus ebenfalls von Februar 1947 an der Abzug indischer Truppen von Stationierungsorten außerhalb der noch bestehenden Kolonie eingeleitet. Claude Auchinleck, Oberbefehlshaber der Britisch-Indischen Armee, versuchte zunächst die Einheit der Armee zu erhalten. Er argumentierte mit den zahlreichen ethnisch und religiös gemischten Einheiten sowie der engen Integration britischer Offiziere. Einen einfachen Abzug dieser Offiziere verweigerte er, um die Arbeits- und Kampffähigkeit der Truppen zu erhalten. Im März 1947 dienten 13.500 britische und 8.500 indische Offiziere in dem Großverband. Mountbatten und Generalstabschef Bernard Montgomery unterbanden diese Bemühungen aber schnell, wobei Montgomery sich aber Versuchen Mountbattens widersetzte, den Oberbefehlshaber abzuberufen. Im Juni wurde das Armed Forces Reconstitution Committee eingerichtet, in dem Vertreter Großbritanniens und der einheimischen Politik die Aufteilung der Armee aushandeln sollten.
Zum Unabhängigkeitsdatum am 14./15. August 1947 wurde Auchinleck gegen seinen erklärten Willen Befehlshaber zweier verschiedener Armeen. Sein Angebot, sein Amt abzugeben, wurde abgelehnt. Die Armee befand sich mit der Unabhängigkeit Indiens und Pakistans in einem Schwebezustand. Die genaue Aufteilung von Einheiten und Gerät zwischen den beiden Staaten war noch nicht geklärt und die Regierungen Pakistans und Indiens hatten noch keinen Zugriff auf die Armee. Beide Seiten wurden auf diesem Feld aber tätig: Während Nehru vor allem politischen Druck aufbaute, um möglichst schnell Zugriff auf Truppen zu erhalten, machte die pakistanische Regierung verstärkt finanzielle Angebote an britische Offiziere, um diese zum Übertritt in die pakistanische Armee zu bewegen. Parallel nahmen im Herbst 1947 die Bevölkerungsverschiebungen und Fälle von ethnischer Gewalt zu, die schließlich auch in den Ersten Indisch-Pakistanischen Krieg münden sollten. Auchinleck warnte in diesem Zusammenhang vor allem vor Gewalt gegen die Minderheit der muslimischen Bevölkerung und erregte damit den zunehmenden Unwillen der indischen Regierung. Auf der anderen Seite warnte er aber auch den pakistanischen Führer Muhammad Ali Jinnah vor einer militärischen Offensive in Kaschmir und drohte für diesen Fall mit dem sofortigen Abzug aller britischen Offiziere.
Nach längeren Debatten zwischen britischen militärischen und politischen Stellen wurde am 16. Oktober die Auflösung des Armeehauptquartiers am 30. November 1947 angekündigt. Die pakistanische Seite reagierte mit Widerwillen, weil sie fürchtete, das ihr zustehende, in Indien stationierte militärische Gerät nicht mehr zu erhalten. Für den Vollzug der Armeeteilung wurden zu diesem Zeitpunkt zwei weitere Jahre veranschlagt. Obwohl das persönliche Verhältnis zwischen Mountbatten und Auchinleck angespannt war, sahen beide gemeinsam sich gezwungen, auf die Ende Oktober beginnenden Kämpfe in Kaschmir zu reagieren. Es drohten Kriegshandlungen, bei denen britische Offiziere auf beiden Seiten einander hätten bekämpfen müssen. Dieses Szenario wurde durch das Einschreiten der britischen Regierung verhindert, so dass sowohl Pakistan als auch Indien in diesem Konflikt auf britische Feldoffiziere verzichteten. Das Hauptquartier der Britisch-Indischen Armee wurde am 30. November 1947 aufgelöst. Der ehemalige Oberbefehlshaber Auchinleck flog am folgenden Tag aus der Region aus.
Zum 1. Januar gingen die Offiziere der Armee entweder in indische oder pakistanische Dienste über oder kehrten in ihre Heimat zurück. Am 19. März 1948 trat der gemeinsame Verteidigungsrat Indiens, Pakistens und der britischen Regierung letztmals zusammen. Zum Ende des Monats wurde er formal aufgelöst. Vier der zehn in Nepal rekrutierten Gurkha-Regimenter verblieben in britischen Diensten, die übrigen Regimenter gingen zur neu gegründeten indischen Armee über.

## Einsätze der Britisch-Indischen Armee
- Dritter Anglo-Birmanischer Krieg (1885)
- Zweiter Anglo-Afghanischer Krieg 1878 bis 1881
- Dritter Anglo-Afghanischer Krieg 1919
- Erster Sikh-Krieg
- Britische Äthiopienexpedition von 1868
- Besetzung Ägyptens 1882; Einsatz in der Schlacht von Tel-el-Kebir
- Niederschlagung des Mahdi-Aufstandes im Sudan; Besetzung der Region Suakin
- Britischer Tibetfeldzug 1903–1904
- Erster Weltkrieg; Teilnahme von 1,3 Millionen Angehörigen der Indian Army
- Zweiter Weltkrieg; Teilnahme von 2,5 Millionen Angehörigen der Indian Army (Indische Armee im Zweiten Weltkrieg)